# Vektorgradient

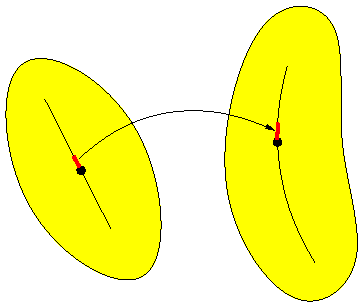
Abb. 1: Die Drehung und Streckung von materiellen Linienelementen h (rot) bei einer Deformation wird mit einem Vektorgradient beschrieben

Der Gradient eines Vektorfeldes oder kurz Vektorgradient (von lateinisch gradiens ‚schreitend‘) fasst das Gefälle oder den Anstieg der Komponenten eines Vektorfeldes zu einem mathematischen Objekt zusammen. Während mit dem Gradient eines Skalarfeldes das Gefälle oder der Anstieg in einer bestimmten Richtung (sog. Richtungsableitung) als Skalar angegeben wird, stellt die Richtungsableitung mit dem Vektorgradient einen Vektor dar.
Ein anschauliches Beispiel ist das Vektorfeld der Bewegung der Partikel eines Körpers. Der Deformationsgradient transformiert die Strecke von einem Partikel zu einem benachbarten Partikel des Körpers im undeformierten Zustand – das ist die vorgegebene Richtung h – in die entsprechende Strecke im deformierten Zustand, was die Richtungsableitung in Richtung h ist, siehe Bild. Die Strecke h kann bei der Deformation gedreht und gestreckt werden. Die Richtungsableitung mit maximalem Wert ist hier diejenige Richtung, in der der Körper die größte Dehnung erfährt; in dieser Richtung benachbarte Partikel entfernen sich im Zuge der Verformung am weitesten voneinander, siehe auch #Verformungen und die #Beispiele.
Der Gradient eines Vektorfeldes entsteht aus dem Vektorfeld durch Anwendung des Gradientenoperators grad, der eine Verallgemeinerung der Ableitung in der mehrdimensionalen Analysis ist. Zur besseren Abgrenzung zwischen Operator und Resultat seiner Anwendung bezeichnen manche Quellen:353:112 den Gradient vektorieller Feldgrößen als Vektorgradient.
Der Gradient hat tensorielle Eigenschaften:421: der Gradient eines Skalarfeldes (Tensorfeld nullter Stufe) führt auf ein Gradientenvektorfeld, das ein Tensorfeld erster Stufe ist. Entsprechend ist der Vektorgradient ein Tensorfeld zweiter Stufe; das Ergebnis lässt sich bezüglich einer Orthonormalbasis als Matrix schreiben. Die Komponenten des Vektorgradienten sind die kovarianten Ableitungen der Komponenten des Vektorfeldes in einem Punkt; bei den Basisvektoren sind dies die Christoffelsymbole.
Der Gradient wird zusammen mit anderen Differentialoperatoren wie Divergenz und Rotation in der Tensoranalysis untersucht.

## Definition
Der Gradient {\displaystyle \mathrm {grad} {\big (}{\vec {f}}({\vec {x}}){\big )}} eines differenzierbaren Vektorfeldes {\displaystyle {\vec {f}}} nähert dieses in der Umgebung eines Punkts {\displaystyle {\vec {x}}} linear an:
{\displaystyle {\vec {f}}({\vec {y}})-{\vec {f}}({\vec {x}})=\mathrm {grad} {\big (}{\vec {f}}({\vec {x}}){\big )}[{\vec {y}}-{\vec {x}}]+{\mathcal {O}}(|{\vec {y}}-{\vec {x}}|)} für {\displaystyle {\vec {y}}\to {\vec {x}}}
Das Landau-Symbol {\displaystyle {\mathcal {O}}(x)} steht für Terme, die langsamer als {\displaystyle x} wachsen, und {\displaystyle \ldots [{\vec {h}}]} stellt eine lineare Funktion von {\displaystyle {\vec {h}}} dar. Wenn der Gradient existiert, ist er eindeutig und kann aus dem Gâteaux-Differential
{\displaystyle \mathrm {grad} {\big (}{\vec {f}}({\vec {x}}){\big )}[{\vec {h}}]=\left.{\frac {\mathrm {d} }{\mathrm {d} s}}{\vec {f}}({\vec {x}}+s{\vec {h}})\right|_{s=0}=\lim _{s\to 0}{\frac {{\vec {f}}({\vec {x}}+s{\vec {h}})-{\vec {f}}({\vec {x}})}{s}}}
berechnet werden. In einem euklidischen Vektorraum mit Standardskalarprodukt „·“ ergibt sich der Vektorgradient aus der Anwendung des skalaren Operators {\displaystyle {\vec {h}}\cdot \nabla }, der mit dem Nabla-Operator {\displaystyle \nabla } gebildet wird:
{\displaystyle \mathrm {grad} {\big (}{\vec {f}}({\vec {x}}){\big )}[{\vec {h}}]=({\vec {h}}\cdot \nabla ){\vec {f}}}
So werden auch Gradienten für Tensorfelder zweiter Stufe oder allgemein Tensorfelder n-ter Stufe definiert.:358:420:43 Durch Gradientenbildung entsteht aus einem Tensorfeld n-ter Stufe ein Tensorfeld der Stufe n+1.
Bei einem Vektorfeld, das ein Tensorfeld erster Stufe ist, ergibt sich als Gradient ein Tensorfeld zweiter Stufe und zwar durch Nutzung des dyadischen Produkts „⊗“:
{\displaystyle \mathrm {grad} {\big (}{\vec {f}}({\vec {x}}){\big )}[{\vec {h}}]=({\vec {h}}\cdot \nabla ){\vec {f}}={\vec {h}}\cdot (\nabla \otimes {\vec {f}})=(\nabla \otimes {\vec {f}})^{\top }\cdot {\vec {h}}}
Das hochgestellte ⊤ bedeutet eine Transponierung. In einigen Quellen:4:23:34 wird
{\displaystyle \mathrm {grad} ({\vec {f}}):=(\nabla \otimes {\vec {f}})^{\top }\quad \rightarrow \quad \mathrm {grad} {\big (}{\vec {f}}({\vec {x}}){\big )}[{\vec {h}}]=\mathrm {grad} ({\vec {f}})\cdot {\vec {h}}}
und in anderen:43:354
{\displaystyle {\tilde {\mathrm {grad} }}({\vec {f}}):=\nabla \otimes {\vec {f}}\quad \rightarrow \quad {\tilde {\mathrm {grad} }}{\big (}{\vec {f}}({\vec {x}}){\big )}[{\vec {h}}]={\vec {h}}\cdot {\tilde {\mathrm {grad} }}({\vec {f}})}
definiert, was wegen des nicht kommutativen dyadischen Produkts einen nicht unerheblichen Unterschied ausmacht, der beispielsweise bei der #Produktregel und der Richtungsableitung zu beachten ist.
Hier wird die erstere Form (die ohne Tilde) als Konvention benutzt.

## Schreibweisen
Die vielfältigen Anwendungen haben zu variantenreichen Schreibweisen geführt.
In der Kontinuumsmechanik ist es üblich, Größen, die sich auf den undeformierten Ausgangszustand eines Körpers beziehen, groß zu schreiben, und solche, die sich auf den deformierten Zustand beziehen, klein. Entsprechend bedeuten GRAD oder Grad Gradienten im undeformierten Körper und grad einen Gradient im deformierten. Andere Notationen mit dem Nabla-Operator benutzen 𝜵X, 𝜵0 für den Operator im undeformierten Körper und 𝜵x, 𝜵t für den im deformierten.
Es wird auch
{\displaystyle \mathrm {grad} ({\vec {v}})={\frac {\mathrm {d} {\vec {v}}}{\mathrm {d} {\vec {x}}}}}
geschrieben.

## Geometrische Interpretation
Das eingangs aufgeführte Beispiel des Deformationsgradienten soll hier vertieft werden. Dazu sei das Vektorfeld in einer nahen Umgebung eines Punkts als Bewegungsfeld der Partikel einer Gummihaut interpretierbar, was der Fall ist, wenn der Vektorgradient invertierbar ist, es also eine Eins-zu-eins-Beziehung zwischen Raumpunkten und ihren Bildern gibt. Bezeichnen im undeformierten Körper Großbuchstaben die Orte von Partikeln und Kleinbuchstaben ihre Orte im deformierten, dann stellt man folgendes fest.
Auf der Haut wird ein Kreis gezeichnet und wenn man nun die Gummihaut lang zieht, wird der Kreis zu irgendeiner geschlossenen Kurve, siehe Abb. 3. Mit kleiner werdendem Radius des Kreises nähert sich sein Bild jedoch einer Ellipse. Ein Pfeil MP vom Mittelpunkt M zu einem Partikel P auf dem Umfang des Kreises wird zu mp gedehnt und verdreht, wobei p auf der Ellipse liegt. Die Transformation von MP zu mp leistet beim kleinen Kreis die mit dem Vektorgradient gebildete Richtungsableitung. Diese lineare Annäherung des Vektorfeldes mittels der Richtungsableitung in der Umgebung des Punkts ist die definierende Eigenschaft eines Gradienten.
Die betraglich größte Änderung der Positionsdifferenzen mp zu MP tritt in der Richtung auf, in der der Körper die größte Dehnung erfährt. Auf der Gummihaut landet das Partikel P im Kreis auf der Hauptachse der Ellipse (bei p). Die Richtung der größten betraglichen Änderung erhält man hier als Lösung eines Eigenwertproblems, jedoch nicht des Deformationsgradienten, sondern des mit ihm gebildeten Strecktensors, siehe #Zusammenhang mit der Richtungsableitung und #Beispiele.
Markiert man im undeformierten Körper ein Partikel A und ein (infinitesimal) nahe benachbartes B und trägt im deformierten Körper vom Ort a des Partikels A die Richtungsableitung in Richtung AB auf, dann landet man im deformierten Körper am Ort b des Partikels B. Genauso kann man in b die Richtungsableitung in Richtung BC zu einem benachbarten Partikel C auftragen und landet im deformierten Körper an dessen Ort c. Diese Prozedur kann man beliebig oft wiederholen, die Integralrechnung gestattet sogar unendliche Wiederholungen mit infinitesimalen Schritten. So gelangt man von a aus an den Ort p eines beliebigen Partikels P und zwar unabhängig vom eingeschlagenen Weg von A nach P. Diese Wegunabhängigkeit zeichnet Gradientenfelder aus.

## Koordinatendarstellung
Zwecks kompakter Darstellung bezeichnet im Folgenden ein Index hinter einem Komma die Ableitung nach einer Koordinate:
{\displaystyle f_{,i}:={\frac {\partial f}{\partial x_{i}}}\,,\quad f_{r,\vartheta }:={\frac {\partial f_{r}}{\partial \vartheta }}}
Hier ist die vereinbarte Konvention {\displaystyle ({\vec {h}}\cdot \nabla ){\vec {f}}=\mathrm {grad} ({\vec {f}})\cdot {\vec {h}}} zu beachten.

### Kartesische Koordinaten
In kartesischen Koordinaten {\displaystyle x_{i}\in \mathbb {R} } mit Standardbasis êi lautet der Vektorgradient eines Vektorfeldes {\displaystyle \textstyle {\vec {f}}=\sum _{i}f_{i}{\hat {e}}_{i}} mit Koeffizienten {\displaystyle f_{i}}
{\displaystyle \mathrm {grad} ({\vec {f}})=\sum _{i}{\hat {e}}_{i}\otimes \mathrm {grad} (f_{i})=\sum _{i,j}f_{i,j}{\hat {e}}_{i}\otimes {\hat {e}}_{j}}
mit
{\displaystyle \mathrm {grad} (f)=\sum _{j}f_{,j}{\hat {e}}_{j}}.
In drei Dimensionen ist speziell
{\displaystyle \mathrm {grad} ({\vec {f}})={\begin{pmatrix}f_{1,1}&f_{1,2}&f_{1,3}\\f_{2,1}&f_{2,2}&f_{2,3}\\f_{3,1}&f_{3,2}&f_{3,3}\end{pmatrix}}}
Die Vektorgradienten der Basisvektoren verschwinden hier, da sie ortsunabhängig sind.

### Zylinderkoordinaten
In Zylinderkoordinaten mit radialer Koordinate ρ, Azimut φ und Höhe z über der ρφ-Ebene lauten die Basisvektoren mit dem Sinus und Cosinus
{\displaystyle {\hat {e}}_{\rho }={\begin{pmatrix}\cos(\varphi )\\\sin(\varphi )\\0\end{pmatrix}},\quad {\hat {e}}_{\varphi }={\begin{pmatrix}-\sin(\varphi )\\\cos(\varphi )\\0\end{pmatrix}},\quad {\hat {e}}_{z}={\begin{pmatrix}0\\0\\1\end{pmatrix}}}
und der Vektorgradient einer Vektorfunktion {\displaystyle {\vec {f}}:=f_{\rho }{\hat {e}}_{\rho }+f_{\varphi }{\hat {e}}_{\varphi }+f_{z}{\hat {e}}_{z}}:
{\displaystyle {\begin{aligned}\mathrm {grad} ({\vec {f}})=&{\hat {e}}_{\rho }\otimes \mathrm {grad} (f_{\rho })+{\hat {e}}_{\varphi }\otimes \mathrm {grad} (f_{\varphi })+{\hat {e}}_{z}\otimes \mathrm {grad} (f_{z})\\&+{\frac {1}{\rho }}(f_{\rho }{\hat {e}}_{\varphi }-f_{\varphi }{\hat {e}}_{\rho })\otimes {\hat {e}}_{\varphi }\end{aligned}}}
mit
{\displaystyle \mathrm {grad} (f)=f_{,\rho }{\hat {e}}_{\rho }+{\frac {f_{,\varphi }}{\rho }}{\hat {e}}_{\varphi }+f_{,z}{\hat {e}}_{z}}
Die Terme in der zweiten Zeile oben sind Ergebnis der Vektorgradienten der Basisvektoren:
{\displaystyle \mathrm {grad} ({\hat {e}}_{r})={\frac {1}{\rho }}{\hat {e}}_{\varphi }\otimes {\hat {e}}_{\varphi },\;\mathrm {grad} ({\hat {e}}_{\varphi })=-{\frac {1}{\rho }}{\hat {e}}_{\rho }\otimes {\hat {e}}_{\varphi }}

### Kugelkoordinaten
In Kugelkoordinaten mit Abstand r vom Ursprung, Zenitwinkel ϑ und Azimut φ lauten die Basisvektoren mit dem Sinus und Cosinus
{\displaystyle {\hat {e}}_{r}={\begin{pmatrix}\sin(\vartheta )\cos(\varphi )\\\sin(\vartheta )\sin(\varphi )\\\cos(\vartheta )\end{pmatrix}},\quad {\hat {e}}_{\vartheta }={\begin{pmatrix}\cos(\vartheta )\cos(\varphi )\\\cos(\vartheta )\sin(\varphi )\\-\sin(\vartheta )\end{pmatrix}},\quad {\hat {e}}_{\varphi }={\begin{pmatrix}-\sin(\varphi )\\\cos(\varphi )\\0\end{pmatrix}}}
und der Vektorgradient einer Vektorfunktion {\displaystyle {\vec {f}}:=f_{r}{\hat {e}}_{r}+f_{\vartheta }{\hat {e}}_{\vartheta }+f_{\varphi }{\hat {e}}_{\varphi }}:
{\displaystyle {\begin{aligned}\mathrm {grad} ({\vec {f}})=&{\hat {e}}_{r}\otimes \mathrm {grad} (f_{r})+{\hat {e}}_{\vartheta }\otimes \mathrm {grad} (f_{\vartheta })+{\hat {e}}_{\varphi }\otimes \mathrm {grad} (f_{\varphi })\\&+{\frac {f_{r}}{r}}(\mathbf {1} -{\hat {e}}_{r}\otimes {\hat {e}}_{r})-{\hat {e}}_{r}\otimes {\frac {f_{\vartheta }{\hat {e}}_{\vartheta }+f_{\varphi }{\hat {e}}_{\varphi }}{r}}+{\frac {f_{\vartheta }{\hat {e}}_{\varphi }-f_{\varphi }{\hat {e}}_{\vartheta }}{r\tan(\vartheta )}}\otimes {\hat {e}}_{\varphi }\end{aligned}}}
mit
{\displaystyle \mathrm {grad} (f)=f_{,r}{\hat {e}}_{r}+{\frac {f_{,\vartheta }}{r}}{\hat {e}}_{\vartheta }+{\frac {f_{,\varphi }}{r\sin(\vartheta )}}{\hat {e}}_{\varphi }}
dem Tangens tan und dem Einheitstensor 1 = êr ⊗ êr + êϑ ⊗ êϑ + êφ ⊗ êφ.
Die Terme in der zweiten Zeile oben sind Ergebnis der Vektorgradienten der Basisvektoren:
{\displaystyle {\begin{aligned}\mathrm {grad} ({\hat {e}}_{r})=&{\frac {1}{r}}{\big (}\mathbf {1} -{\hat {e}}_{r}\otimes {\hat {e}}_{r}{\big )}\\\mathrm {grad} ({\hat {e}}_{\vartheta })=&{\frac {1}{r\sin(\vartheta )}}{\big (}\cos(\vartheta ){\hat {e}}_{\varphi }\otimes {\hat {e}}_{\varphi }-\sin(\vartheta ){\hat {e}}_{r}\otimes {\hat {e}}_{\vartheta }{\big )}\\\mathrm {grad} ({\hat {e}}_{\varphi })=&-{\frac {1}{r\sin(\vartheta )}}{\big (}\sin(\vartheta ){\hat {e}}_{r}+\cos(\vartheta ){\hat {e}}_{\vartheta }{\big )}\otimes {\hat {e}}_{\varphi }\end{aligned}}}

### Allgemein krummlinige Koordinaten
In krummlinigen Koordinaten {\displaystyle y_{i}\in \mathbb {R} } lauten die ko- und kontravarianten Basisvektoren
{\displaystyle {\vec {g}}_{i}={\frac {\partial {\vec {x}}}{\partial y_{i}}}={\vec {x}}_{,i},\quad {\vec {g}}^{i}=\mathrm {grad} (y_{i})\quad \rightarrow \quad {\vec {g}}_{i}\cdot {\vec {g}}^{j}=\delta _{i}^{j}:={\begin{cases}1&{\text{falls}}\;i=j\\0&{\text{falls}}\;i\neq j\end{cases}}}
Das Symbol {\displaystyle \delta _{i}^{j}} ist das Kronecker-Delta und der Index ,i bedeutet in diesem Abschnitt eine Ableitung nach yi. Der Nabla-Operator schreibt sich in krummlinigen Koordinaten
{\displaystyle \nabla ={\vec {g}}^{i}{\frac {\partial }{\partial y_{i}}}}
Hier wie im Folgenden muss die Einsteinsche Summenkonvention angewendet werden, der gemäß über in einem Produkt doppelt vorkommende Indizes, hier nur i, von eins bis zur Dimension des Raumes zu summieren ist.

#### Kontravariantes Vektorfeld
Die #Produktregel angewandt auf ein kontravariantes Vektorfeld:146 führt zu
{\displaystyle \mathrm {grad} (f^{i}{\vec {g}}_{i})={\vec {g}}_{i}\otimes \mathrm {grad} (f^{i})+f^{i}\mathrm {grad} ({\vec {g}}_{i})}
Der Gradient des kovarianten Basisvektors kann mit den Christoffelsymbolen:340:58 {\displaystyle \Gamma _{ij}^{k}={\vec {g}}_{i,j}\cdot {\vec {g}}^{k}} ausgedrückt werden:
{\displaystyle {\begin{aligned}\mathrm {grad} ({\vec {g}}_{i})=&(\nabla \otimes {\vec {g}}_{i})^{\top }=({\vec {g}}^{j}\otimes {\vec {g}}_{i,j})^{\top }={\vec {g}}_{i,j}\otimes {\vec {g}}^{j}=({\vec {g}}_{i,j}\cdot {\vec {g}}^{k}){\vec {g}}_{k}\otimes {\vec {g}}^{j}\\=&\Gamma _{ij}^{k}{\vec {g}}_{k}\otimes {\vec {g}}^{j}\end{aligned}}}
Mit {\displaystyle \mathrm {grad} (f^{i})=\nabla f^{i}=f_{,j}^{i}{\vec {g}}^{j}} lautet der Gradient schließlich
{\displaystyle {\begin{aligned}\mathrm {grad} (f^{i}{\vec {g}}_{i})=&f_{,j}^{i}{\vec {g}}_{i}\otimes {\vec {g}}^{j}+f^{i}\Gamma _{ij}^{k}{\vec {g}}_{k}\otimes {\vec {g}}^{j}=f_{,j}^{i}{\vec {g}}_{i}\otimes {\vec {g}}^{j}+f^{k}\Gamma _{kj}^{i}{\vec {g}}_{i}\otimes {\vec {g}}^{j}\\=&\left.f^{i}\right|_{j}{\vec {g}}_{i}\otimes {\vec {g}}^{j}\end{aligned}}}
Darin ist {\displaystyle \left.f^{i}\right|_{j}=f_{,j}^{i}+\Gamma _{kj}^{i}f^{k}} die sogenannte kovariante Ableitung der Komponente {\displaystyle f^{i}}.:341:61

#### Kovariantes Vektorfeld
Bei einem kovarianten Vektorfeld:146 {\displaystyle {\vec {f}}=f_{i}{\vec {g}}^{i}} wird die Ableitung des kontravarianten Basisvektors benötigt, eine Ableitung, die auch mit Christoffelsymbolen ausgedrückt werden kann:
{\displaystyle {\begin{aligned}\delta _{i,j}^{k}=&({\vec {g}}^{k}\cdot {\vec {g}}_{i})_{,j}={\vec {g}}_{,j}^{k}\cdot {\vec {g}}_{i}+{\vec {g}}^{k}\cdot {\vec {g}}_{i,j}={\vec {g}}_{,j}^{k}\cdot {\vec {g}}_{i}+\Gamma _{ij}^{k}=0\\\rightarrow {\vec {g}}_{,j}^{k}=&({\vec {g}}_{,j}^{k}\cdot {\vec {g}}_{i}){\vec {g}}^{i}=-\Gamma _{ij}^{k}{\vec {g}}^{i}\end{aligned}}}
Der Gradient eines kontravarianten Basisvektors schreibt sich damit
{\displaystyle \mathrm {grad} ({\vec {g}}^{k})=(\nabla \otimes {\vec {g}}^{k})^{\top }={\vec {g}}_{,j}^{k}\otimes {\vec {g}}^{j}=-\Gamma _{ij}^{k}{\vec {g}}^{i}\otimes {\vec {g}}^{j}}
Die #Produktregel liefert analog zum kontravarianten Vektor
{\displaystyle {\begin{aligned}\mathrm {grad} (f_{i}{\vec {g}}^{i})=&{\vec {g}}^{i}\otimes \mathrm {grad} (f_{i})+f_{k}\mathrm {grad} ({\vec {g}}^{k})=f_{i,j}{\vec {g}}^{i}\otimes {\vec {g}}^{j}-f_{k}\Gamma _{ij}^{k}{\vec {g}}^{i}\otimes {\vec {g}}^{j}\\=&\left.f_{i}\right|_{j}{\vec {g}}^{i}\otimes {\vec {g}}^{j}\end{aligned}}}
mit der kovarianten Ableitung {\displaystyle \left.f_{i}\right|_{j}=f_{i,j}-\Gamma _{ij}^{k}f_{k}} der Komponente {\displaystyle f_{i}}.

## Eigenschaften
Es ist die hier vereinbarte #Konvention {\displaystyle ({\vec {h}}\cdot \nabla ){\vec {f}}=\mathrm {grad} ({\vec {f}})\cdot {\vec {h}}} zu beachten.

### Zusammenhang mit dem totalen Differenzial
Betrachtet wird eine infinitesimale Verschiebung in einem Vektorfeld:
{\displaystyle {\vec {F}}({\vec {r}}+\mathrm {d} {\vec {r}})={\vec {F}}({\vec {r}})+\mathrm {grad} ({\vec {F}})\cdot \mathrm {d} {\vec {r}}={\vec {F}}({\vec {r}})+(\mathrm {d} {\vec {r}}\cdot \nabla ){\vec {F}}={\vec {F}}({\vec {r}})+\mathrm {d} {\vec {F}}}
Das vollständige oder totale Differenzial eines Vektorfeldes {\displaystyle {\vec {F}}({\vec {r}})} ist:
{\displaystyle \mathrm {d} {\vec {F}}=\mathrm {grad} ({\vec {F}})\cdot \mathrm {d} {\vec {r}}}   bzw. in Indexschreibweise   {\displaystyle \mathrm {d} F_{i}=\sum _{j}{\frac {\partial F_{i}}{\partial x_{j}}}\mathrm {d} x_{j}}
Das totale Differenzial eines Skalarfeldes und eines Vektorfeldes haben somit (formal) dieselbe Form. Beim totalen Differenzial eines Skalarfeldes wird der Gradient mit dem Differenzial skalar multipliziert. Beim totalen Differenzial eines Vektorfeldes ist die Multiplikation zwischen dem Gradient (Matrixform) mit dem Differenzialvektor als Matrix-Vektor-Produkt durchzuführen.

### Zusammenhang mit der Richtungsableitung
Mit dem Vektorgradient kann die Richtungsableitung in Richtung eines Vektors {\displaystyle {\vec {h}}} berechnet werden:
{\displaystyle ({\vec {h}}\cdot {\vec {\nabla }}){\vec {f}}={\vec {h}}\cdot ({\vec {\nabla }}\otimes {\vec {f}})=({\vec {\nabla }}\otimes {\vec {f}})^{\top }\cdot {\vec {h}}=\mathrm {grad} ({\vec {f}})\cdot {\vec {h}}}
Das hochgestellte ⊤ bedeutet eine Transponierung. In der Strömungsmechanik wird die linke Darstellung mit dem Nabla-Operator gegenüber der rechten bevorzugt, die in der Kontinuumsmechanik üblich ist. Die mithilfe des Vektorgradienten berechnete Richtungsableitung entspricht der Richtungsableitung, die man durch Grenzwertbildung bekommt:
{\displaystyle \mathrm {grad} ({\vec {f}})\cdot {\vec {h}}=\left.{\frac {\mathrm {d} }{\mathrm {d} s}}{\vec {f}}({\vec {x}}+s{\vec {h}})\right|_{s=0}=\lim _{s\rightarrow 0}{\frac {{\vec {f}}({\vec {x}}+s{\vec {h}})-{\vec {f}}({\vec {x}})}{s}}} für alle {\displaystyle {\vec {x}},{\vec {h}}}
Interessiert diejenige Richtung {\displaystyle {\vec {n}}}, in der die Richtungsableitung maximalen Betrag hat, ergibt sich das Eigenwertproblem
{\displaystyle \mathrm {grad} ({\vec {f}})^{\top }\cdot \mathrm {grad} ({\vec {f}})\cdot {\vec {n}}+\lambda {\vec {n}}={\vec {0}}}
Der Tensor {\displaystyle \mathrm {grad} ({\vec {f}})^{\top }\cdot \mathrm {grad} ({\vec {f}})=:\mathbf {C} } ist symmetrisch und positiv semidefinit, sodass alle Eigenwerte reell und nicht negativ sind. Der zum größten Eigenwert gehörende Eigenvektor liefert die Richtung, in der die Richtungsableitung den größten Betrag hat.
Denn die Zielgröße ist
{\displaystyle |\mathrm {grad} ({\vec {f}})\cdot {\vec {n}}|^{2}={\big (}\mathrm {grad} ({\vec {f}})\cdot {\vec {n}}{\big )}\cdot {\big (}\mathrm {grad} ({\vec {f}})\cdot {\vec {n}}{\big )}={\vec {n}}\cdot \mathbf {C} \cdot {\vec {n}}}
Ein Extremum unter der Nebenbedingung {\displaystyle |{\vec {n}}|=1} berechnet sich mit einem Lagrange-Multiplikator λ:
{\displaystyle \Pi ({\vec {n}},\lambda ):={\vec {n}}\cdot \mathbf {C} \cdot {\vec {n}}+\lambda ({\vec {n}}\cdot {\vec {n}}-1)\to {\text{extr.}}}
Im Extremum müssen die Ableitungen nach allen Variablen verschwinden. Die Ableitung nach dem Lagrange-Multiplikator
{\displaystyle {\frac {\partial }{\partial \lambda }}\Pi ({\vec {n}},\lambda )={\vec {n}}\cdot {\vec {n}}-1=0}
bedeutet, dass wie gewünscht die Nebenbedingung notwendig eingehalten wird. Die Ableitung nach {\displaystyle {\vec {n}}} in Richtung {\displaystyle {\vec {h}}} liefert
{\displaystyle {\begin{aligned}\left.{\frac {\partial }{\partial s}}\Pi ({\vec {n}}+s{\vec {h}},\lambda )\right|_{s=0}=&{\frac {\partial }{\partial s}}\left[({\vec {n}}+s{\vec {h}})\cdot \mathbf {C} \cdot ({\vec {n}}+s{\vec {h}})+\lambda {\big (}({\vec {n}}+s{\vec {h}})\cdot ({\vec {n}}+s{\vec {h}})-1{\big )}\right]_{s=0}\\=&{\Big [}{\vec {h}}\cdot \mathbf {C} \cdot ({\vec {n}}+s{\vec {h}})+({\vec {n}}+s{\vec {h}})\cdot \mathbf {C} \cdot {\vec {h}}\\&\quad +\lambda {\big (}{\vec {h}}\cdot ({\vec {n}}+s{\vec {h}})+({\vec {n}}+s{\vec {h}})\cdot {\vec {h}}{\big )}{\Big ]}_{s=0}\\=&{\vec {h}}\cdot \mathbf {C} \cdot {\vec {n}}+{\vec {n}}\cdot \mathbf {C} \cdot {\vec {h}}+2\lambda {\vec {n}}\cdot {\vec {h}}\\=&2(\mathbf {C} \cdot {\vec {n}}+\lambda {\vec {n}})\cdot {\vec {h}}{\stackrel {!}{=}}0\end{aligned}}}
weil C symmetrisch ist. Da dies für alle {\displaystyle {\vec {h}}} gelten soll, ist das gleichbedeutend mit dem oben angegebenen Eigenwertproblem.

### Zusammenhang mit Rotation und Divergenz
Der Vektorgradient beinhaltet alle partiellen Ableitungen der Komponenten eines Vektorfeldes, die bei der Rotation und Divergenz eines Vektorfeldes gebraucht werden. Es ist zu vermuten, dass diese Operatoren aus dem Gradient eines Vektorfeldes ableitbar sind. Tatsächlich ist
{\displaystyle [\mathrm {grad} ({\vec {v}})-\mathrm {grad} ({\vec {v}})^{\top }]\cdot {\vec {c}}=\mathrm {rot} ({\vec {v}})\times {\vec {c}}}
für alle konstanten Vektoren {\displaystyle {\vec {c}}}. Der Tensor in der eckigen Klammer ist schiefsymmetrisch und dessen dualer axialer Vektor (·)× ist die Rotation. Der duale axiale Vektor ist die negative Hälfte der Vektorinvariante {\displaystyle {\vec {i}}}, bei der das dyadische Produkt ⊗ durch das Kreuzprodukt × ersetzt ist:
{\displaystyle {\begin{aligned}\mathrm {grad} ({\vec {v}})_{\times }=&-{\frac {1}{2}}{\vec {i}}(\mathrm {grad} ({\vec {v}}))=-{\frac {1}{2}}{\vec {i}}\left((\nabla \otimes {\vec {v}})^{\top }\right)={\frac {1}{2}}{\vec {i}}(\nabla \otimes {\vec {v}})\\=&{\frac {1}{2}}\nabla \times {\vec {v}}={\frac {1}{2}}\mathrm {rot} ({\vec {v}})\end{aligned}}}
Die Spur des Vektorgradienten liefert die Divergenz:
{\displaystyle \mathrm {Sp(grad} \,{\vec {v}})=\mathrm {Sp} \left((\nabla \otimes {\vec {v}})^{\top }\right)=\mathrm {Sp} {\big (}\nabla \otimes {\vec {v}}{\big )}=\nabla \cdot {\vec {v}}=\mathrm {div} ({\vec {v}})}

### Rechenregeln
Für alle Konstanten {\displaystyle c\in \mathbb {R} }, {\displaystyle \mathbf {C} \in \mathbb {R} ^{n\times n}}, total differenzierbaren Skalarfelder {\displaystyle f,\,g\in \mathbb {R} } und Vektorfelder {\displaystyle {\vec {f}},\,{\vec {g}}\in \mathbb {R} ^{n}} gilt mit der vereinbarten #Konvention {\displaystyle ({\vec {h}}\cdot \nabla ){\vec {f}}=\mathrm {grad} ({\vec {f}})\cdot {\vec {h}}}:
Linearität
{\displaystyle \mathrm {grad} (c{\vec {f}})=c\mathrm {grad} ({\vec {f}})}
{\displaystyle \mathrm {grad} (\mathbf {C} \cdot {\vec {f}})=\mathbf {C} \cdot \mathrm {grad} ({\vec {f}})}
{\displaystyle \mathrm {grad} ({\vec {f}}+{\vec {g}})=\mathrm {grad} ({\vec {f}})+\mathrm {grad} ({\vec {g}})}
Produktregel
{\displaystyle \mathrm {grad} (fg)=g\,\mathrm {grad} (f)+f\,\mathrm {grad} (g)}
{\displaystyle \mathrm {grad} (f{\vec {g}})={\vec {g}}\otimes \mathrm {grad} (f)+f\,\mathrm {grad} ({\vec {g}})}
{\displaystyle \mathrm {grad} ({\vec {f}}\cdot {\vec {g}})={\vec {g}}\cdot \mathrm {grad} ({\vec {f}})+{\vec {f}}\cdot \mathrm {grad} ({\vec {g}})=\mathrm {grad} ({\vec {f}})^{\top }\cdot {\vec {g}}+\mathrm {grad} ({\vec {g}})^{\top }\cdot {\vec {f}}}
In drei Dimensionen ist speziell:367
{\displaystyle \mathrm {grad} ({\vec {f}}\cdot {\vec {g}})=\mathrm {grad} ({\vec {f}})\cdot {\vec {g}}+\mathrm {grad} ({\vec {g}})\cdot {\vec {f}}+{\vec {f}}\times \mathrm {rot} ({\vec {g}})+{\vec {g}}\times \mathrm {rot} ({\vec {f}})}
Integralsätze:45
{\displaystyle \int _{\vec {a}}^{\vec {b}}\mathrm {grad} {\big (}{\vec {f}}({\vec {x}}){\big )}\cdot \mathrm {d} {\vec {x}}={\vec {f}}({\vec {b}})-{\vec {f}}({\vec {a}})}
Dabei ist der Integrationsweg von {\displaystyle {\vec {a}}} nach {\displaystyle {\vec {b}}} beliebig. Diese Wegunabhängigkeit zeichnet Gradientenfelder aus:433.
{\displaystyle \int _{V}\mathrm {grad} ({\vec {f}})\,\mathrm {d} V=\int _{A}{\vec {f}}\otimes {\hat {n}}\,\mathrm {d} A}
Hier ist {\displaystyle {\vec {f}}} ein zweimal stetig differenzierbares Feld und {\displaystyle {\hat {n}}} der nach außen gerichtete Normaleneinheitsvektor auf der geschlossenen Oberfläche A des Volumens V.

## Anwendungen
Es ist die hier vereinbarte #Konvention {\displaystyle ({\vec {h}}\cdot \nabla ){\vec {f}}=\mathrm {grad} ({\vec {f}})\cdot {\vec {h}}} zu beachten.

### Verformungen

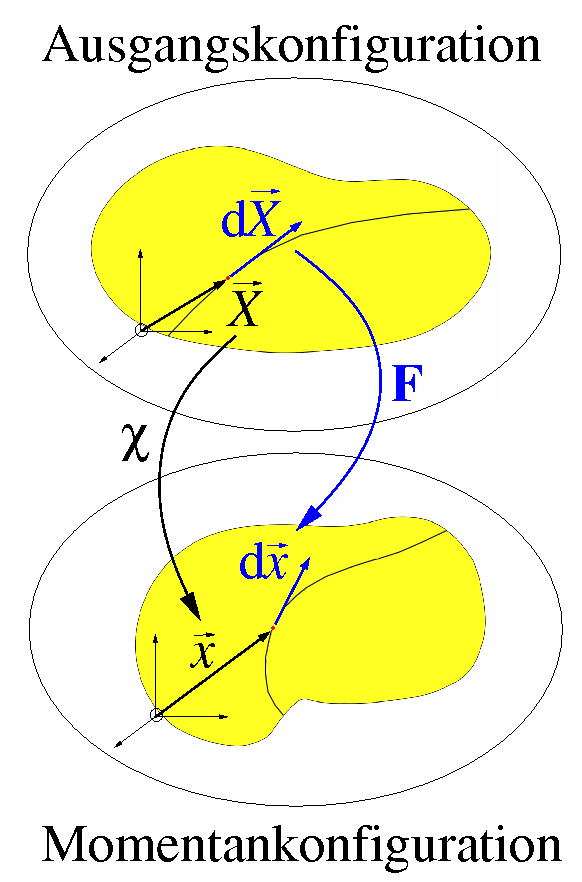
Abb. 2: Verlagerung von materiellen Linien

Der schon angesprochene Deformationsgradient ist die grundlegende Größe zur Beschreibung von Verformungen von Körpern. Lokal stellen sich bei einer Verformung Längenänderungen und Winkeländerungen zwischen materiellen Linienelementen ein, die man sich in das Material eingeritzt denken kann, siehe Bild. Die Längenänderungen korrespondieren mit Dehnungen und die Winkeländerungen mit Scherungen im Material.
In der Kontinuumsmechanik gibt die Bewegungsfunktion {\displaystyle {\vec {x}}={\vec {\chi }}({\vec {X}},t)} den Ort {\displaystyle {\vec {x}}} an, an dem zur Zeit t ein Partikel ist, das zu einer definierten Zeit t0 am Ort {\displaystyle {\vec {X}}} war. Der Deformationsgradient F kann aus
{\displaystyle \mathbf {F} ({\vec {X}},t)\cdot \mathrm {d} {\vec {X}}=\lim _{s\to 0}{\frac {{\vec {\chi }}({\vec {X}}+s\;\mathrm {d} {\vec {X}},t)-{\vec {\chi }}({\vec {X}},t)}{s}}=:\mathrm {d} {\vec {x}}}
berechnet werden, was seine Transformationseigenschaften der Linienelemente im undeformierten Zustand ({\displaystyle \mathrm {d} {\vec {X}}}) in den deformierten ({\displaystyle \mathrm {d} {\vec {x}}}) verdeutlicht.

### Substanzielle Beschleunigung
In der Fluidmechanik wird die Eulersche Betrachtungsweise eingenommen, die das Vektorfeld der Geschwindigkeit {\displaystyle {\vec {v}}({\vec {x}},t)} als Funktion des Ortes {\displaystyle {\vec {x}}} und der Zeit t benutzt. Der Impulssatz eines Kontinuums besagt, dass eine volumenverteilte Kraft, wie die Schwerkraft eine ist, die Partikel des Körpers beschleunigt. Um das darzustellen, wird die Geschwindigkeit des Partikels mittels der Bewegungsfunktion {\displaystyle {\vec {x}}={\vec {\chi }}({\mathcal {P}},t)} eingeführt, die den Ort angibt, an dem sich das Partikel {\displaystyle {\mathcal {P}}} zur Zeit t befindet:
{\displaystyle {\vec {v}}({\vec {x}},t)={\vec {v}}{\big (}{\vec {\chi }}({\mathcal {P}},t),t{\big )}:={\dot {\vec {\chi }}}({\mathcal {P}},t)}
Der Überpunkt bildet hier die Substanzielle Zeitableitung. Für den Impulssatz kann nun die Substanzielle Beschleunigung als Zeitableitung der Geschwindigkeit bei festgehaltenem Partikel {\displaystyle {\mathcal {P}}} berechnet werden:
{\displaystyle {\dot {\vec {v}}}({\vec {x}},t):=\left.{\frac {\mathrm {d} }{\mathrm {d} t}}{\vec {v}}({\vec {\chi }}({\mathcal {P}},t),t)\right|_{{\mathcal {P}}\,{\text{fest}}}={\frac {\partial {\vec {v}}}{\partial t}}+{\frac {\partial {\vec {v}}}{\partial {\vec {x}}}}\cdot {\dot {\vec {\chi }}}({\mathcal {P}},t):={\frac {\partial {\vec {v}}}{\partial t}}+\mathrm {grad} ({\vec {v}})\cdot {\vec {v}}}
Der zweite Summand stellt einen konvektiven Anteil dar, der physikalisch daraus resultiert, dass das Partikel auch dadurch beschleunigt werden kann, dass es von einem schneller oder langsamer fließenden Stromfaden mitgenommen wird. Der Geschwindigkeitsgradient:42 ff.:230 ff. {\displaystyle \mathrm {grad} ({\vec {v}})} hat eine fundamentale Bedeutung in der Fluidmechanik.

### Objektive Zeitableitung
Ein Insasse eines fahrenden Zuges wird die Geschwindigkeit eines vorbeifliegenden Vogels anders beurteilen als ein in der Nähe befindlicher Fußgänger. Die Geschwindigkeit ist demnach vom Standpunkt abhängig, sie ist genauer nicht bezugssysteminvariant oder kürzer nicht objektiv.
Für die Formulierung eines Materialmodells, in dem die Raten konstitutiver Variablen auftreten, wie beispielsweise beim newtonschen Fluid, werden jedoch objektive Zeitableitungen dieser Variablen benötigt. Denn es entspricht nicht der Erfahrung, dass ein bewegter Beobachter ein anderes Materialverhalten misst als ein ruhender.

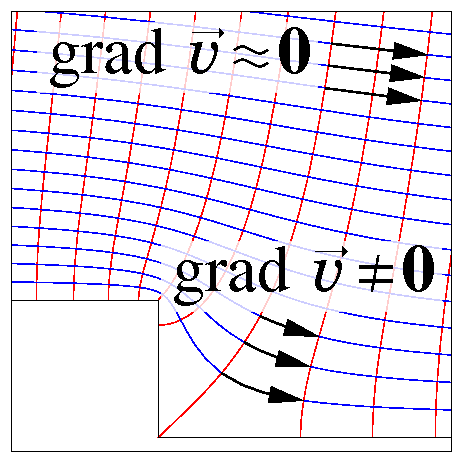
Geschwindigkeitsfeld mit Stromlinien (blau). Wo die roten Linien nahe beieinander liegen ist die Geschwindigkeit hoch, andernorts gering.

Ein Newtonsches Fluid besitzt Viskosität, bei der zur Aufrechterhaltung einer Scherströmung eine Kraft erforderlich ist. Scherströmungen weisen unterschiedliche Geschwindigkeiten von benachbarten Fluidelementen auf, d. h. es treten Geschwindigkeitsgradienten:12:83 auf wie im unteren Teil des Bildes. Weil die Geschwindigkeit selbst nicht objektiv ist, siehe Hauptartikel, ist es ihr Gradient ebenfalls nicht:37 f. und letzterer ist deshalb für die Modellierung von viskosen Fluiden ungeeignet. Der symmetrische Anteil des Geschwindigkeitsgradienten ist aber objektiv und wird bei der Modellierung von newtonschen Fluiden benutzt, was auf die Navier-Stokes-Gleichungen führt, die auf diese Weise invariant gegenüber einer Galilei-Transformation sind.

## Tensorgradient
Mit dem skalaren Operator {\displaystyle {\vec {h}}\cdot \nabla } kann auch der Gradient eines Tensorfeldes T gebildet werden, wobei ein Tensorgradient:356 entsteht:
{\displaystyle \mathrm {grad} (\mathbf {T} )[{\vec {h}}]=({\vec {h}}\cdot \nabla )\mathbf {T} }
In krummlinigen Koordinaten {\displaystyle y_{i}} und dem Nabla-Operator {\displaystyle \nabla ={\vec {g}}^{k}{\tfrac {\partial }{\partial y_{k}}}} (Notation siehe #Allgemein krummlinige Koordinaten) wird daraus:
{\displaystyle \mathrm {grad} (\mathbf {T} )[{\vec {h}}]=({\vec {h}}\cdot {\vec {g}}^{k})\mathbf {T} _{,k}={\vec {h}}\cdot ({\vec {g}}^{k}\otimes \mathbf {T} _{,k})=(\mathbf {T} _{,k}\otimes {\vec {g}}^{k})\cdot {\vec {h}}}
Soll das Argument wie beim Vektorgradient rechts vom Operator stehen, siehe #Konvention, dann lautet der Tensorgradient
{\displaystyle \mathrm {grad} (\mathbf {T} )=\mathbf {T} _{,k}\otimes {\vec {g}}^{k}}
Für einen Tensor zweiter Stufe gibt es in krummlinigen Koordinaten vier Darstellungen:
{\displaystyle \mathbf {T} =T_{ij}{\vec {g}}^{i}\otimes {\vec {g}}^{j}=T^{ij}{\vec {g}}_{i}\otimes {\vec {g}}_{j}=T_{i}^{.j}{\vec {g}}^{i}\otimes {\vec {g}}_{j}=T_{.j}^{i}{\vec {g}}_{i}\otimes {\vec {g}}^{j}}
Mit den Ableitungen der Basisvektoren
{\displaystyle {\vec {g}}_{n,k}=\Gamma _{nk}^{l}{\vec {g}}_{l},\quad {\vec {g}}_{,k}^{n}=-\Gamma _{lk}^{n}{\vec {g}}^{l}}
ergibt sich in der ersten Ausführung:
{\displaystyle {\begin{aligned}\mathrm {grad} (T_{ij}{\vec {g}}^{i}\otimes {\vec {g}}^{j})=&(T_{ij}{\vec {g}}^{i}\otimes {\vec {g}}^{j})_{,k}\otimes {\vec {g}}^{k}\\=&(T_{ij,k}{\vec {g}}^{i}\otimes {\vec {g}}^{j}+T_{ij}{\vec {g}}_{,k}^{i}\otimes {\vec {g}}^{j}+T_{ij}{\vec {g}}^{i}\otimes {\vec {g}}_{,k}^{j})\otimes {\vec {g}}^{k}\\=&(T_{ij,k}{\vec {g}}^{i}\otimes {\vec {g}}^{j}-T_{ij}\Gamma _{lk}^{i}{\vec {g}}^{l}\otimes {\vec {g}}^{j}-T_{ij}{\vec {g}}^{i}\otimes \Gamma _{lk}^{j}{\vec {g}}^{l})\otimes {\vec {g}}^{k}\\=&(T_{ij,k}-T_{lj}\Gamma _{ik}^{l}-T_{il}\Gamma _{jk}^{l}){\vec {g}}^{i}\otimes {\vec {g}}^{j}\otimes {\vec {g}}^{k}\\=&\left.T_{ij}\right|_{k}{\vec {g}}^{i}\otimes {\vec {g}}^{j}\otimes {\vec {g}}^{k}\end{aligned}}}
mit der kovarianten Ableitung der Tensorkomponente
{\displaystyle \left.T_{ij}\right|_{k}=T_{ij,k}-\Gamma _{ik}^{l}T_{lj}-\Gamma _{jk}^{l}T_{il}}
Analog ergibt sich in den anderen Darstellungen::348, 356 f.
{\displaystyle {\begin{aligned}\mathrm {grad} (T^{ij}{\vec {g}}_{i}\otimes {\vec {g}}_{j})=&\left.T^{ij}\right|_{k}{\vec {g}}_{i}\otimes {\vec {g}}_{j}\otimes {\vec {g}}^{k},\quad \left.T^{ij}\right|_{k}\!\!\!\!\!\!\!\!\!\!\!\!&=T_{,k}^{ij}+\Gamma _{lk}^{i}T^{lj}+\Gamma _{lk}^{j}T^{il}\\\mathrm {grad} (T_{i}^{.j}{\vec {g}}^{i}\otimes {\vec {g}}_{j})=&\left.T_{i}^{.j}\right|_{k}{\vec {g}}^{i}\otimes {\vec {g}}_{j}\otimes {\vec {g}}^{k},\quad \left.T_{i}^{.j}\right|_{k}\!\!\!\!\!\!\!\!\!\!\!\!&=T_{i,k}^{.j}-\Gamma _{ik}^{l}T_{l}^{.j}+\Gamma _{lk}^{j}T_{i}^{.l}\\\mathrm {grad} (T_{.j}^{i}{\vec {g}}_{i}\otimes {\vec {g}}^{j})=&\left.T_{.j}^{i}\right|_{k}{\vec {g}}_{i}\otimes {\vec {g}}^{j}\otimes {\vec {g}}^{k},\quad \left.T_{.j}^{i}\right|_{k}\!\!\!\!\!\!\!\!\!\!\!\!&=T_{.j,k}^{i}+\Gamma _{lk}^{i}T_{.j}^{l}-\Gamma _{jk}^{l}T_{.l}^{i}\end{aligned}}}
siehe auch die Anwendung der Christoffelsymbole bei Tensorfeldern.

## Beispiele
Sei {\displaystyle {\vec {r}}} der Ortsvektor und r sein Betrag. Dann ist mit dem Einheitstensor 1:
{\displaystyle \operatorname {grad} {\vec {r}}=(\nabla \otimes {\vec {r}})^{\top }=\mathbf {1} }
{\displaystyle \operatorname {grad} r=\nabla |{\vec {r}}|={\frac {\vec {r}}{r}}}
{\displaystyle \operatorname {grad} r^{n}=\nabla |{\vec {r}}|^{n}=nr^{n-1}{\frac {\vec {r}}{r}}=nr^{n-2}{\vec {r}},\quad n\in \mathbb {R} ,\neq 0}
siehe Gradient (Mathematik)#Nützliche Formeln. Mit der #Produktregel berechnet sich damit
{\displaystyle \mathrm {grad} \left({\frac {\vec {r}}{r^{3}}}\right)={\vec {r}}\otimes \mathrm {grad} (r^{-3})+{\frac {1}{r^{3}}}\mathrm {grad} ({\vec {r}})=-{\frac {3}{r^{5}}}{\vec {r}}\otimes {\vec {r}}+{\frac {1}{r^{3}}}\mathbf {1} =-{\frac {1}{r^{5}}}(3{\vec {r}}\otimes {\vec {r}}-r^{2}\mathbf {1} )}
Die beiden letzten Formeln werden z. B. bei der kartesischen Multipolentwicklung verwendet.
Als weiteres Beispiel wird das Vektorfeld
{\displaystyle {\vec {v}}\left({\begin{pmatrix}x\\y\end{pmatrix}}\right)={\begin{pmatrix}x+ay+a(x+2ay)^{2}\\y-(x+2ay)^{2}\end{pmatrix}}}
angeführt, wo a eine beliebige Konstante ist. Der Gradient wird mit der vereinbarten #Konvention wie folgt aus der Richtungsableitung berechnet:
{\displaystyle {\begin{aligned}\mathrm {grad} ({\vec {v}})\cdot {\begin{pmatrix}p\\q\end{pmatrix}}=&\left.{\frac {\mathrm {d} }{\mathrm {d} s}}{\vec {v}}\left({\begin{pmatrix}x+sp\\y+sq\end{pmatrix}}\right)\right|_{s=0}\\=&\left.{\frac {\mathrm {d} }{\mathrm {d} s}}{\begin{pmatrix}x+sp+a(y+sq)+a{\big (}x+sp+2a(y+sq){\big )}^{2}\\y+sq-{\big (}x+sp+2a(y+sq){\big )}^{2}\end{pmatrix}}\right|_{s=0}\\=&{\begin{pmatrix}p+aq+2a(x+2ay)(p+2aq)\\q-2(x+2ay)(p+2aq)\end{pmatrix}}\\=&\underbrace {\begin{pmatrix}1+2a(x+2ay)&a+4a^{2}(x+2ay)\\-2(x+2ay)&1-4a(x+2ay)\end{pmatrix}} _{\mathrm {grad} ({\vec {v}})}\cdot {\begin{pmatrix}p\\q\end{pmatrix}}\end{aligned}}}

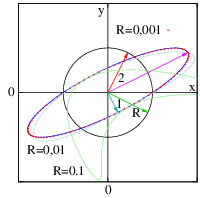
Abb. 3: Bei a=3/2 auf gleich großes Urbild skalierte Abbildungen des Kreises, die sich der Ellipse (blau) bei Radien 0,1, 0,01 und 0,001 annähern, sowie Eigenvektoren 1 (grün) und 2 (rot) mit ihren Bildern (türkis bzw. magenta).

Im Ursprung nimmt der Gradient die Form
{\displaystyle \mathrm {grad} ({\vec {v}})={\begin{pmatrix}1&a\\0&1\end{pmatrix}}}
an. Die maximale Richtungsableitung ergibt sich aus dem Eigensystem des Tensors
{\displaystyle \mathrm {grad} ({\vec {v}})^{\top }\cdot \mathrm {grad} ({\vec {v}})={\begin{pmatrix}1&a\\a&1+a^{2}\end{pmatrix}}}
Er hat bei {\displaystyle a={\tfrac {3}{2}}} die Eigenwerte und Eigenvektoren
{\displaystyle \lambda _{1}={\frac {1}{4}},\,{\hat {v}}_{1}={\frac {1}{\sqrt {5}}}{\begin{pmatrix}2\\-1\end{pmatrix}}}
{\displaystyle \lambda _{2}=4,\,{\hat {v}}_{2}={\frac {1}{\sqrt {5}}}{\begin{pmatrix}1\\2\end{pmatrix}}}
Die größte Richtungsableitung ist in Richtung {\displaystyle {\hat {v}}_{2}}, die durch den Gradient auf {\displaystyle {\frac {1}{\sqrt {5}}}{\begin{pmatrix}4\\2\end{pmatrix}}} abgebildet wird.